# تيموثي هوانغ
تيموثي هوانغ (بالإنجليزية: Timothy Hwang)‏ هو رائد أعمال وسياسي أمريكي، ولد في 20 فبراير 1992 في إيست لانسنغ في الولايات المتحدة. حزبياً، نشط في الحزب الديمقراطي.